# تجهيزات الأرمة

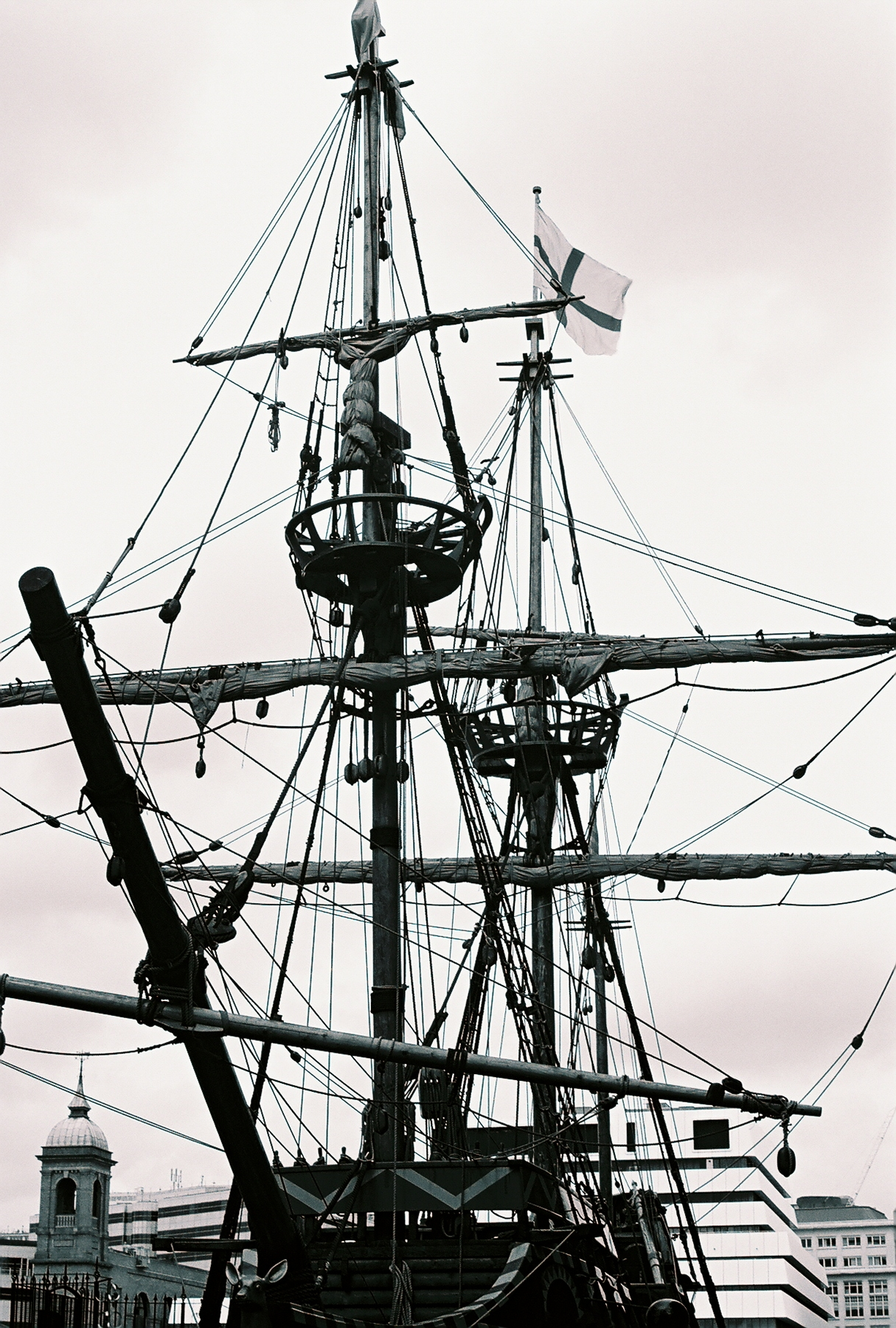
تجهيزات أرمة سفينة مربعة الأرمة في لندن.

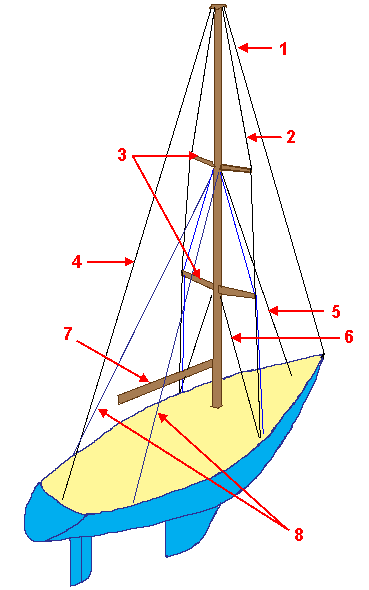
تجهيزات الأرمة الثابتة على قارب شراعي طولاني الأَرْمَة.

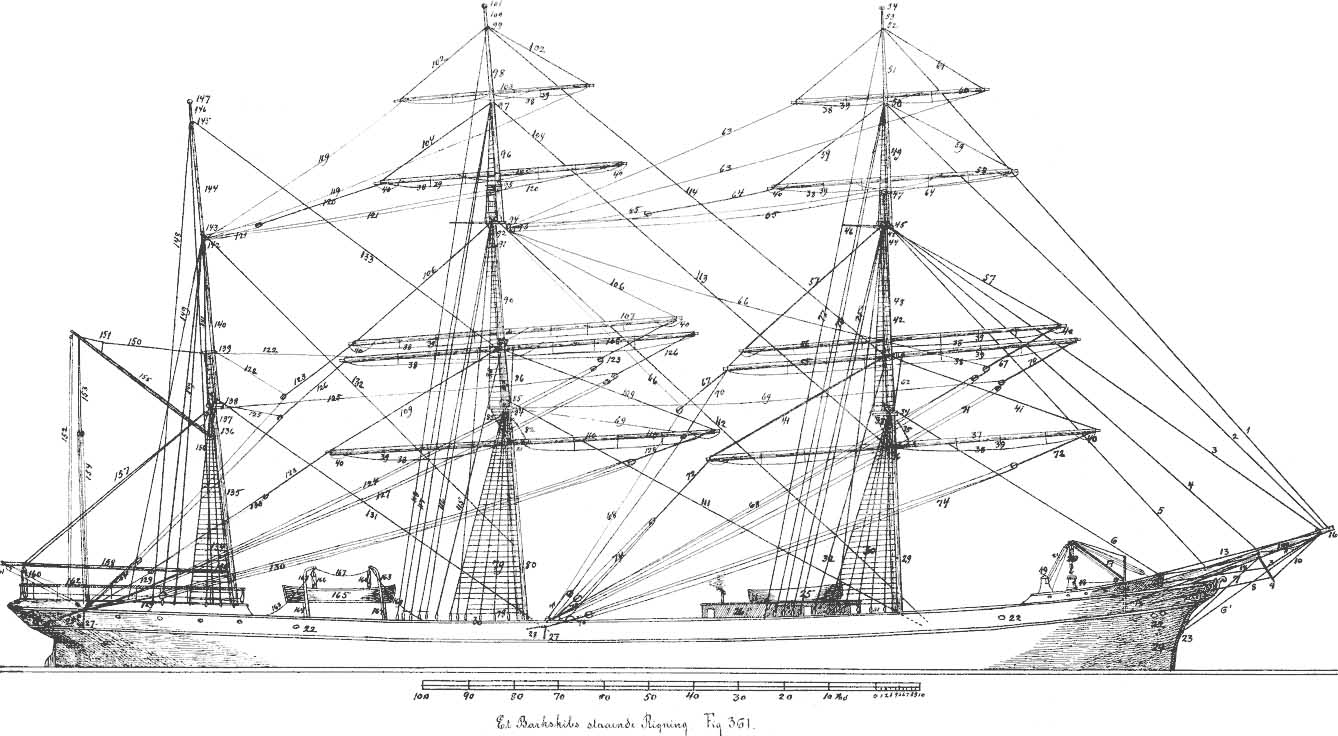
تجهيزات الأرمة الثابتة على سفينة مربعة الأرمة.

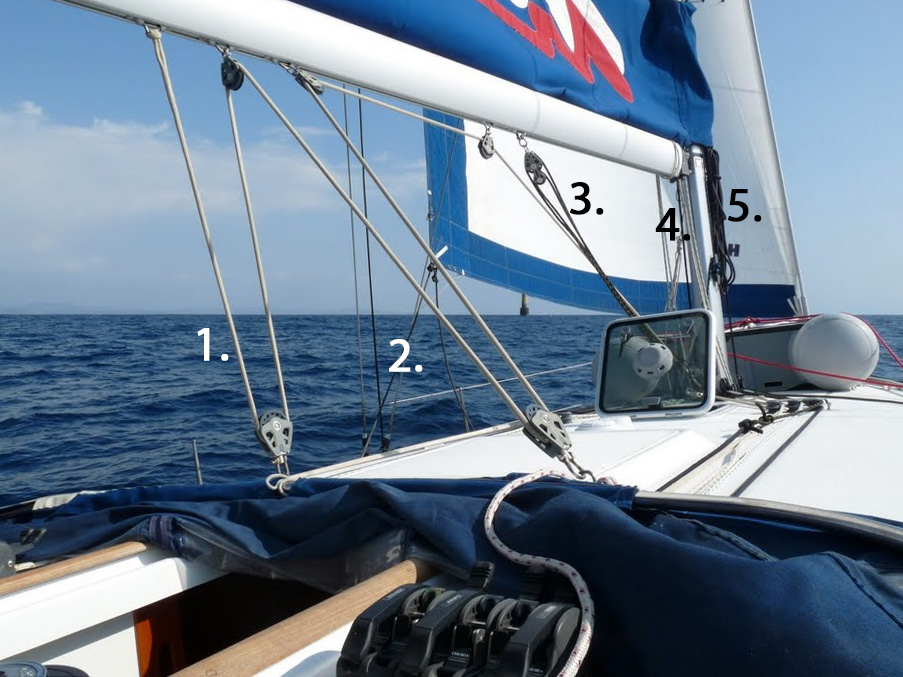
تجهيزات الأرمة المتحركة في يخت شراعي:
1. العِنَان الرئيس 2. عنان الشراع المثلث الأمامي 3. منكاس مائل 4. منكاس عمودي 5. حبل رفع الشراع المثلث الأمامي.

تشتمل تجهيزات الأَرْمَة على نظام الحبال والكابلات والسلاسل، التي تدعم وتتحكم في صواري وأشرعة السفن أو القوارب الشراعية. تجهيزات الأرمة الثابتة (بالإنجليزية: Standing rigging)‏ هي المعدات التي تدعم الصواري بما في ذلك حبال الشكائم والشدادات. تجهيزات الأرمة المتحركة (بالإنجليزية: Running rigging)‏ هي تجهيزات تضبط موضع أشرعة مركب مائي وشواخصه بما في ذلك حبال الرفع [الإنجليزية] ومديرة عارضة الصاري [الإنجليزية] وأَعِنَّة الأشرعة [الإنجليزية] وحبال ضبط القَرَايا [الإنجليزية].